# 雅娜·佐格斯
雅娜·佐格斯（德語：Jana Sorgers，1967年8月4日—），德国女子赛艇运动员。她曾代表东德、德国参加1988年和1996年夏季奥林匹克运动会赛艇比赛，获得二枚金牌，均来自女子四人双桨项目。